# Криптохіл червонуватий
Криптохіл червонуватий (Cryptocheilus rubellusa) — вид комах з родини Pompilidae.

## Морфологічні ознаки
Тіло темно-іржаво-руде з розвинутим чорнуватим малюнком на грудях і черевці. Вусики та ноги руді. Крила коричнювато-жовті з бурою каймою на вершині. Довжина тіла — 20–35 мм.

## Поширення
Охоплює Південну Європу, Кавказ, Малу та Середню Азію, Північну Африку. 
В Україні знайдений в Криму та в Генічеському районі Херсонської області.

## Особливості біології
Імаго літають з червня до вересня. Зустрічаються на схилах невисоких гір та в кам'янистих балках. Живляться нектаром квіток (зазвичай зонтичних, складноцвітих та молочайних). Для живлення личинок самиця заготовляє паралізованих нею павуків. Зимує личинка в коконі. Дає 1 генерацію на рік.

## Загрози та охорона
Загрози: деградація та руйнування стацій виду через господарську діяльність людини.
Необхідно зберігати біотопи, сприятливі для існування виду. У місцях перебування виду слід створити ентомологічні заказники. Рекомендований до охорони в Карадазькому та Опукському ПЗ.